# Roy Strong
Pour les articles homonymes, voir Strong.
Roy Colin Strong, né le 23 août 1935, est un historien de l'art britannique, conservateur de musée, écrivain, animateur et paysagiste. Il a servi comme directeur à la fois de la National Portrait Gallery et du Victoria and Albert Museum à Londres. Roy Strong a été fait chevalier en 1982.

## Jeunesse
Roy Colin Forte est le troisième fils de George Edward C. Strong et de Mabel A. Strong (née Smart), à Winchmore Hill.